# Hendrik van Mayenne
Hendrik van Mayenne ook wel bekend als Hendrik van Lotharingen (Dijon, 20 december 1578 - Montauban, 20 september 1621) was van 1611 tot aan zijn dood hertog van Mayenne. Hij behoorde tot het huis Guise.

## Levensloop
Hendrik was de oudste zoon van hertog Karel van Mayenne uit diens huwelijk met Henriette van Savoye-Villars, dochter van Honoraat II van Savoye, markgraaf van Villars. In 1599 werd hij benoemd tot hertog van Aiguillon.
In 1611 werd hij na het overlijden van zijn vader hertog van Mayenne, markgraaf van Villars, graaf van Maine, Tende en Sommerive. Tegelijkertijd werd hij pair van Frankrijk en grootkamerheer van Frankrijk en erfde hij het Hôtel de Mayenne in Parijs.
Hendrik was aanwezig bij de kroning van koning Lodewijk XIII van Frankrijk en nam deel aan diens oorlog tegen de hugenoten. In 1621 werd hij bij het Beleg van Montauban getroffen door een musketkogel in zijn oog. Uiteindelijk overleed hij aan deze verwonding. Hij werd bijgezet in de Carmeskerk van Aiguillon.
In februari 1599 huwde hij in Soissons met Henriette (1571-1601), dochter van hertog Lodewijk IV van Nevers. Omdat het huwelijk kinderloos bleef, werden zijn gebieden geërfd door zijn neef Carlo II Gonzaga, de zoon van zijn zus Catharina.